# Route départementale 156 (Yvelines)
Pour les articles homonymes, voir Route départementale 156.
La route départementale 156 ou D156, est une route du département français des Yvelines.
Commençant sur la commune de La Queue-les-Yvelines, elle se termine à Galluis Giratoire du lieu-dit Les Buttes Notre-Dame.
Elle constitue un ancien tracé de la RN 12 qui traversait La Queue-en-Yvelines ; cette route nationale dévie le village depuis fin 1971 sous la forme d'une 2×2 voies passant par le sud.

## Localités traversées
- La Queue-les-Yvelines
- Galluis